# Navanethem Pillay

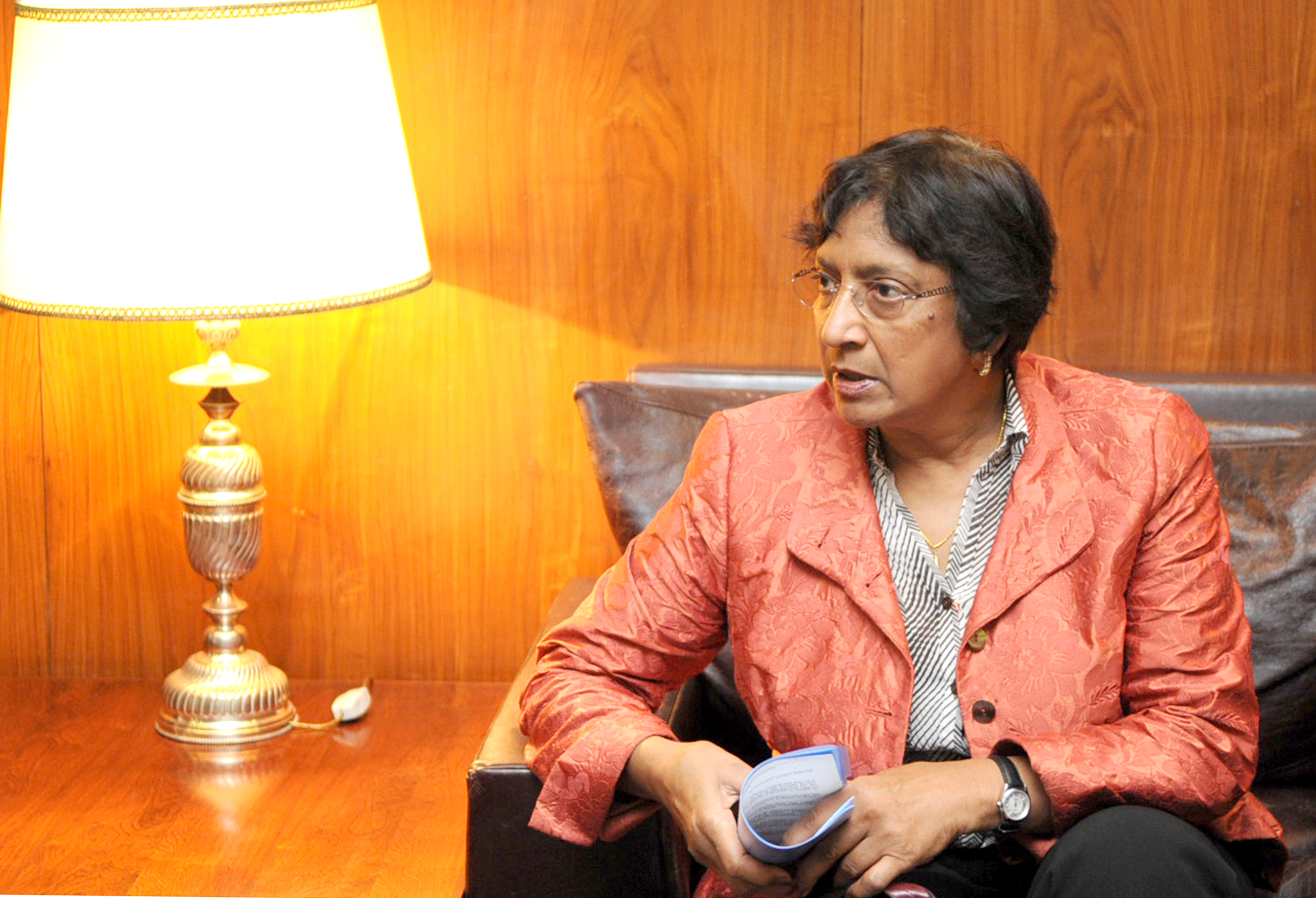
Navanethem Pillay

Navanethem Pillay, em língua tâmil, நவநீதம் பிள்ளை, também conhecida como Navi Pillay (Durban, 23 de setembro de 1941) é uma jurista sul-africana, de origem indiana, que serviu, de 2008 a 2014, como Alta Comissária das Nações Unidas para Direitos Humanos.
Sul-africana tâmil, Navi Pillay foi a primeira mulher não branca a atuar na Suprema Corte da África do Sul. Serviu também como juíza da Corte Penal Internacional e presidente da Corte Penal Internacional para Rwanda. Seu mandato de quatro anos como Alta Comissária para Direitos Humanos foi iniciado em setembro de 2008.

## Dados biográficos
Pillay nasceu em um bairro pobre de Durban.  De etnia tâmil, seu pai era motorista de ônibus. Casou-se com o advogado  Gaby Pillay, em janeiro de 1965.
Com o apoio de doações da comunidade indiana local,  graduou-se em Artes na Universidade de Natal  em 1963 e em Direito, em 1965..  Posteriormente estudou na Harvard Law School, onde obteve o grau de mestre em Direito, em 1982, e de doutor,  em 1988.

## Carreira
Em 1967, Pillay tornou-se a primeira mulher a abrir seu próprio escritório de advocacia na Província de Natal. Segundo ela mesma, não havia outra alternativa. "Nenhuma firma de advogados me daria emprego. Diziam que não poderiam ter empregados recebendo instruções de uma pessoa de cor."  
Durante seus 28 anos como advogada na África do Sul, defendeu  ativistas do movimento  anti-Apartheid e ajudou a expor o uso da tortura e as péssimas condições dos prisioneiros políticos no país.  Quando seu marido foi preso, ela conseguiu impedir que a polícia usasse métodos de interrogatório ilegais contra ele.
Em 1973, ela conseguiu garantir aos presos políticos, inclusive Nelson Mandela, o direito ao acesso a um advogado.
Em 1995, um ano depois que o Congresso Nacional Africano chegou ao poder, Mandela nomeou Pillay para a Suprema Corte da África do Sul.
Em 2 de julho de 2008, o Secretário Geral das Nações Unidas Ban Ki-moon nomeou  Pillay para suceder Louise Arbour como Alta Comissária para Direitos Humanos.